# Борис, князь Тирновський
Борис, герцог Саксонії, князь Тирновський (нар. 12 жовтня 1997, Мадрид), старший син Кардама, князя Тирновського, і онук колишнього царя болгар Симеона II.
Він, по смерті батька 7 квітня 2015 року, був першим по лінії спадкоємства на болгарський престол.
Борис, підтримує тісні стосунки з іспанською королівською родиною по смерті свого батька. Володів іспанською, англійською, французькою та болгарською мовами Він художник, грає на гітарі і навчався в ліцеї у Вільянуева-де-ла Каньяда в околицях Мадрида. Він вирішив завершити свою освіту в Австрії.

## Титули
- 12 жовтня 1997 року — 7 квітня 2015 року: Його Королівська Вельможність князь Борис Болгарський, герцог Саксонії
- 7 квітень 2015 — донині: Його Королівська Вельможність Князь Тирновський